# Maggie: una chica de la calle
Maggie: una chica de la calle es una novela corta escrita en 1893 por el autor estadounidense Stephen Crane (1871-1900). La historia se centra en Maggie, una joven del barrio neoyorquino de Bowery que se ve expuesta a circunstancias desafortunadas por la pobreza y la soledad. Inicialmente las editoriales creían que la obra era una apuesta demasiado arriesgada debido a su realismo literario y su fuerte temática. Fue el propio Crane quien ﬁnanció la publicación del libro, aunque la edición original se imprimió bajo el seudónimo Johnston Smith. Tras el éxito de El rojo emblema del valor en 1895, Maggie se reeditó en 1896 con considerables cambios. La madre de Jorge continúa la historia.

## Resumen
La historia comienza con Jimmie intentando pelear él solo contra una banda de chicos del barrio rival. Lo salva su amigo Pete, después vuelve a casa con su hermana Maggie, su hermano pequeño Tommie, su agresivo y alcohólico padre, y su madre, Mary Johnson.
Con el paso de los años Tommie y su padre mueren, mientras que Jimmie se endurece hasta convertirse en un joven cínico. Maggie empieza a trabajar en una fábrica de camisas, al mismo tiempo que comienza a salir con Pete (amigo de Jimmie), convencida de que la ayudará a escapar de la vida que lleva. Una noche, Jimmie y Mary acusan a Maggie de "estar endemoniada" (Going to deh devil, eufemismo empleado en la novela para referirse a mantener relaciones sexuales prematrimoniales) y la echan de casa. Jammie va al bar de Pete y se pelea con él. Como los vecinos siguen hablando de Maggie, Jimmie y Mary deciden unirse a ellos para criticarla.
Más tarde, Nellie convence a Pete para que deje a Maggie. Esta última intenta volver a casa, pero es rechazada por su madre y despreciada por todo el vecindario. Más adelante, una prostituta (que se da a entender que es Maggie), deambula por las calles mientras es seguida por un hombre grotesco y con aspecto poco agradable. En el capítulo ﬁnal, Jammie le cuenta a su madre que Maggie ha muerto, y mientras los vecinos la consuelan, ella grita irónicamente "¡La perdono!".

## Temas

### Alcoholismo
El autor recurre al tema del alcohol para extender el ciclo de pobreza del que los personajes no pueden salir. Según Joseph Brenan, mediante el alcoholismo, Crane demuestra que el destino de los personajes es inevitable y que sus vidas no pueden cambiar.

### Hipocresía
La hipocresía prevalece a lo largo de la obra. Dingledine argumenta que la madre de Maggie la aleja y la conduce hacia los brazos de Pete, para luego condenarla públicamente. Sin embargo, después de la muerte de su hija, Mary muestra su dolor abiertamente. Su hipocresía también se maniﬁesta a través de la agresión física: durante una de sus borracheras, amenaza con golpear a sus hijos con (los) zapatos. Irónicamente, tras la muerte de Maggie, se aferra sentimentalmente a los zapatitos de bebé de la protagonista.

### Determinismo
En Maggie, Don Dingledine sostiene que Crane utiliza el determinismo, la teoría que aﬁrma que todo lo que les pasa a los individuos en el mundo está predestinado. Paul Stasi añade que, según esta teoría, la pobreza, la ruina y la muerte de Maggie son inevitables y que su entorno se convierte en su identidad. Jordan Von Cannon enfatiza que, aunque su belleza le permite destacar entre los demás habitantes del Bowery, su ambiente la predispone a permanecer en su clase social.

### Naturalismo
Se considera que Maggie como la "primera obra de puro naturalismo en la ﬁcción estadounidense”. Acorde a los principios naturalistas, el personaje está situado en un mundo donde no se puede escapar de su herencia biológica. Además, las circunstancias en las que una persona se encuentra dominarán sobre su comportamiento, privando al individuo de responsabilidad personal. Los personajes de Maggie están atrapados en su clase social sin salida. Los críticos debaten si el uso del naturalismo por parte de Crane tenía la intención de crear empatía por los personajes que viven en Bowery o apoyar la idea de que hay una razón genética detrás de su pobreza.

### Género y sexualidad
La visión decimonónica sobre el género asociaba la feminidad con el primitivismo. Jordan Von Cannon aﬁrma que la idea de la mujer como salvaje contribuyó a que estas fueran clasiﬁcadas en binarios, como “la prostituta y la madre”. Von Cannon encuentra que esta diferencia entre grupos sería considerada la habilidad de las mujeres para controlar sus deseos sexuales. Sin embargo, el crítico Keith Gandal sostiene que la representación de Crane del camino de Maggie hacia la prostitución muestra que no es su deseo sexual, sino la inﬂuencia que tiene su entorno sobre ella lo que la lleva hasta allí.

### Clase social
En esta novela corta, Crane habla sobre las clases sociales. Los protagonistas viven en Bowery, un barrio empobrecido donde la mayoría son gente alcohólica y violenta. Don Dingledine aﬁrma que Maggie no logra comprender el impacto que tiene su clase social sobre ella. La protagonista cree que Pete es un caballero reﬁnado, cuando es obvio para los lectores que no es así. Ella intenta vestirse mejor y hacer que su casa parezca más bonita, en vano.

## Personajes principales
- Jimmie Johnson: Hermano mayor de Maggie y Tommie. Sirve como ﬂorete (personaje que contrasta con el principal) de Maggie.
- Pete: el adolescente del principio que salva a Jimmie en la pelea y que, más tarde, seducirá a Maggie y le romperá suvisión acerca del amor.
- Padre: el violento y alcohólico padre de Jimmie, Maggie y Tommie.
- Maggie Johnson: La hija mediana de los Johnson y protagonista de la historia. Pete la seduce y ella pasa a ser vista con malos ojos. Al ﬁnal de la novela se da a entender que se ha convertido en una prostituta y que muere a una temprana edad.
- Tommie Johnson: El hijo menor de los Johnson, que muere prematuramente.
- Mary Johnson: La madre borracha y agresiva que echa a Maggie de casa.
- Nellie: La amiga de Pete que lo convence para dejar a Maggie.

### Ediciones
Las Obras de Stephen Crane (título original: The Works of Stephen Crane), editada por Fredson Bowers, está considerada como la colección más completa de las obras de Crane.
- Crane, Stephen. Maggie: Una Chica de la Calle (título original: Maggie: A Girl of the Streets). (Nueva York y Londres: W.W. Norton & Co., 1979) ISBN 9780393950243. Editado con prefacio y notas de Thomas A. Gullason.Contiene el texto de 1893, así como reseñas contemporáneas y críticas modernas.
- Crane, Stephen. Maggie: Una Chica de la Calle y Otras Historias de Nueva York (título original: Maggie: A Girl of the Streets and Other Tales of New York). (Harmondsworth: Penguin, 2000) ISBN 9780140437973. Seleccionado y con una introducción de Larzer Ziff, con laayuda de Theo Davies. También incluye La Madre de George, y otros once cuentos de Nueva York.

## Crítica

### General
- Åhnebrink, Lars. Los inicios del naturalismo en la ﬁcción estadounidense (título original: The Beginnings of Naturalism in American Fiction) (Uppsala: A.-B Lundequistka Bokhandeln, 1950).
- Bergon, Frank. El Arte de Stephen Crane (título original: Stephen Crane's Artistry) (Nueva York y Londres:Columbia University Press, 1975).

## Adaptaciones
Stephen Douglas Burton adaptó Maggie: Una Chica de la Calle a una de las tres óperas en un acto de su trilogía de 1975, An American Triptych.